# Charles-Lucien Moulin
Pour les articles homonymes, voir Moulin.
Charles-Lucien Moulin, né le 6 janvier 1869 à Lille, mort le 21 mars 1960 à Isernia (Italie), est un peintre français.

## Biographie
Élève de l'école des beaux-arts de Paris entre le 4 mars 1890 et 1896 dans la section de peinture, auprès de William Bouguereau, Luc-Olivier Merson et Gabriel Ferrier. Exposant régulier de Salon des Artistes Français, il y obtint une mention honorable en 1895.
Il obtient le Prix de Rome en 1896, avec pour sujet du concours : Le Supplice de Marsyas, sous les yeux d'Apollon. Il est pensionnaire à l'Académie de France à Rome entre le 29 décembre 1896 et le 31 décembre 1900, année où il remporte une médaille de deuxième classe au Salon de 1900.

## Collections publiques
Lille, Palais des Beaux-Arts :
- Portrait de Madame Pérard
Saint-Amand-les-Eaux, musée de la Tour abbatiale :
- Intérieur Flamand, v.1900
- Paysage italien, 1953
- Le Christ, 1957
- Orphée et Eurydice, 1957
- Plus près de Dieu que des hommes - les chères solitudes, 1956
Paris, École nationale supérieure des Beaux-Arts